# Clube de Futebol Os Belenenses (handball)
La section handball du Clube de Futebol Os Belenenses est un club de handball qui se situe à Lisbonne au Portugal. 

## Palmarès
Compétitions nationales
- Championnat du Portugal (5) : 1973-74, 1975-76, 1976-77, 1984-85, 1993-94
- Coupe du Portugal (4) : 1973-74, 1977-78, 1981-82, 1983-84
- Coupe de la Ligue (pt) (1) : 2005-06
- Supercoupe du Portugal (pt)  (1) : 1982-83

Autres compétitions
- championnat de Lisbonne (4)
- championnat du Portugal junior (6)

Handball à onze
- championnat du Portugal (1)
- championnat de Lisbonne (5)
- championnat du Portugal junior (3)